# Айстульф
Айстульф (умер в 756) — король лангобардов (749—756).

## Биография
Айстульф, сын фриульского герцога Пеммо, унаследовал в июне 749 года престол от своего брата Ратхиса, который сделался монахом. Он продолжил борьбу своего предшественника против Равеннского экзархата, завоевал в 751 году Равенну и изгнал последнего экзарха Евтихия. 
Объявив себя новым королем римлян, Айстульф полагал, что прежнее господство империи в Италии теперь угасло; в результате римский папа Стефан II (III) не смог осуществлять такую же пастырскую дипломатию, какую его предшественник, папа Захарий. В Равенне Айстульф потребовал дань от самого римского герцогства, напрягая папскую казну и сильно беспокоя папу Стефана настолько, что тот начал переговоры с франками, лично отправившись во Франкское государство просить помощи у Пипина Короткого.
Тот в 754 году вторгся через Альпы и разбил лангобардов в долине Сузы, осадил Павию и принудил Айстульфа к обещанию возвратить Равеннский экзархат. Однако едва Пипин ушёл, король лангобардов снова напал на Римскую область и осадил Рим. Пипин, поддерживаемый баварами под предводительством Тассилона III, предпринял в 755 году вторичный поход против Айстульфа, который в этот раз признал верховное владычество франков и возвратил экзархат Пипину, который отказался от него в пользу папы.
Айстульф умер внезапно в конце 756 года вследствие падения с лошади.